# Référendum grec de 1920
Un référendum sur le retour du roi Constantin Ier a eu lieu en Grèce le 22 novembre 1920. Il a suivi la mort de son fils, le roi Alexandre Ier. La proposition a été approuvée par 99,0% des électeurs. Le résultat a garanti et a confirmé la domination du camp anti-vénizéliste dans le pays. Constantin Ier revient, bien que contesté par les partisans du Parti libéral, alors que le leader libéral Elefthérios Venizélos maintient son silence, étant en exil volontaire à l'étranger.
Constantin Ier était opposé aux puissances de l'Entente (Royaume-Uni, France, Italie) en raison de sa position pro-allemande pendant la Première Guerre mondiale (voir Schisme national). Son retour enthousiaste fut de courte durée à cause des événements militaires désastreux qui ont suivi lors de la campagne d'Asie Mineure de 1922.

## Résultats
| Choix                   | Votes     | %    |
| ----------------------- | --------- | ---- |
| Oui                     | 999 954   | 99,0 |
| Non                     | 10 383    | 1,0  |
| Votes invalides/blancs  | 2 000     | –    |
| Total                   | 1 012 337 | 100  |
| Source: Nohlen & Stöver |           |      |